# Estola nigrodorsalis
Estola nigrodorsalis är en skalbaggsart som beskrevs av Martins och Maria Helena M. Galileo 2009. Estola nigrodorsalis ingår i släktet Estola och familjen långhorningar.
Artens utbredningsområde är Costa Rica. Inga underarter finns listade i Catalogue of Life.